# Indian Open (golf)
Het Indiaas Open is een internationaal golftoernooi dat tot 1970 deel uitmaakte van de Professional Golf Tour India, sinds 1970 van de Aziatische PGA Tour en sinds 2015 ook van de Europese PGA Tour. Sinds 2005 heet het toernooi het Hero Honda Indian Open. Het toernooi wordt meestal op de Delhi Golf Club of de Royal Calcutta Golf Club gespeeld.
De eerste editie was in 1964, en werd door de Australiër Peter Thomson. Twee jaar later won hij het Indian Open opnieuw, en tien jaar later nogmaals. Ook Jyoti Randhawa heeft het toernooi driemaal gewonnen, in 2007 voor het laatst.
Al in het tweede jaar won een Indiër de amateur Prem Gopal (Billoo) Sethi, met zeven slagen voorsprong. Hij is nog steeds de enige amateur die het toernooi won.

In 1970 werd het Indiaas Open deel van de Aziatische PGA Tour, waardoor het sterkere spelers aantrok.

In 1991 werd het toernooi weer door een Indiase speler gewonnen, ditmaal door Ali Sher, hij won het twee jaar later opnieuw.
In 2004 werd het Indian Open gewonnen door Mardan Mamat, hij was de eerste speler uit Singapore die een toernooi op de Asian Tour won.

In 2005 won Thaworn Wiratchant, het was zijn 3de van vier overwinningen dat seizoen.
Voor de dames is er het Hero Women's Indian Open, dat meetelt voor de Ladies European Tour en de Ladies Asian Golf Tour.

## Winnaars
| Jaar                   | Baan                         | Winnaar                                      | Score   | Score | 1ste prijs    |
| ---------------------- | ---------------------------- | -------------------------------------------- | ------- | ----- | ------------- |
| 1964                   | Delhi Golf Club              | Peter Thomson                                | 292     |       |               |
| 1965                   | Royal Calcutta Golf Club     | Prem Gopal Sethi (amateur) Gary Wolstenholme | 282 289 |       |               |
| 1966                   | Delhi Golf Club              | Peter Thomson                                | 284     |       |               |
| 1967                   | Royal Calcutta Golf Club     | Kenji Hosoishi                               | 287     |       |               |
| 1968                   | Delhi Golf Club              | Kenji Hosoishi                               | 285     |       |               |
| 1969                   | Royal Calcutta Golf Club     | Ben Arda                                     | 291     |       |               |
| 1970                   | Royal Calcutta Golf Club     | Chen Chien Chung                             | 279     |       |               |
| 1971                   | Delhi Golf Club              | Graham Marsh                                 | 275     |       |               |
| 1972                   | Delhi Golf Club              | Brian Jones                                  | 282     |       |               |
| 1973                   | Delhi Golf Club              | Graham Marsh                                 | 280     |       |               |
| 1974                   | Royal Calcutta Golf Club     | C.H. Kuo                                     | 287     |       |               |
| 1975                   | Delhi Golf Club              | Ted Ball                                     | 282     |       |               |
| 1976                   | Royal Calcutta Golf Club     | Peter Thomson                                | 288     |       |               |
| 1977                   | Delhi Golf Club              | Brian Jones                                  | 284     |       |               |
| 1978                   | Royal Calcutta Golf Club     | Bill Brask                                   | 284     |       |               |
| 1979                   | Delhi Golf Club              | Gaylord Burrows                              | 284     |       |               |
| 1980                   | Royal Calcutta Golf Club     | Kurt Cox                                     | 286     |       |               |
| 1981                   | Delhi Golf Club              | Payne Stewart                                | 284     |       |               |
| 1982                   | Royal Calcutta Golf Club     | Hsu Sheng-san                                | 277     |       |               |
| 1983                   | Delhi Golf Club              | J. Takahashi                                 | 285     |       | US$ 12,495    |
| 1984                   | Royal Calcutta Golf Club     | MEX Rafael Alarcon                           | 279     |       | US$ 16,660    |
| 1985                   | Delhi Golf Club              | Tony Grimes                                  | 279     |       |               |
| 1986                   | Royal Calcutta Golf Club     | Lu Hsi-chuen                                 | 279     |       |               |
| 1987                   | Delhi Golf Club              | Brian Tennyson                               | 280     |       |               |
| 1988                   | Royal Calcutta Golf Club     | Lu Chien-soon                                | 281     |       | US$ 16,660    |
| 1989                   | Delhi Golf Club              | Remi Bouchard                                | 279     |       | US$ 19,992    |
| 1990                   | Royal Calcutta Golf Club     | Andrew Debusk                                | 288     |       |               |
| 1991                   | Delhi Golf Club              | Ali Sher                                     | 283     |       |               |
| 1992                   | Royal Calcutta Golf Club     | Stewart Ginn                                 | 284     |       |               |
| 1993                   | Delhi Golf Club              | Ali Sher                                     | 288     |       |               |
| 1994                   | Royal Calcutta Golf Club     | Emlyn Aubrey                                 | 285     |       |               |
| 1995                   | Delhi Golf Club              | Jim Rutledge                                 | 280     |       |               |
| 1996                   | Royal Calcutta Golf Club     | Hidezumi Shirataka                           | 277     |       |               |
| 1997                   | Royal Calcutta Golf Club     | Edward Fryatt                                | 272     |       |               |
| 1998                   | Royal Calcutta Golf Club     | Firoz Ali                                    | 274     |       |               |
| 1999                   | Royal Calcutta Golf Club     | Arjun Atwal                                  | 276     |       | US$ 50,010    |
| 2000                   | Classic Golf Resort, Gurgaon | Jyoti Randhawa                               | 273     |       | US$ 50,010    |
| 2001                   | Classic Golf Resort, Gurgaon | Thongchai Jaidee                             | 271     |       | US$ 50,010    |
| 2002                   | Delhi Golf Club              | Vijay Kumar                                  | 275     |       | US$ 50,000    |
| 2003                   | Delhi Golf Club              | Mike Cunning                                 | 270     | -18   | US$ 50.000    |
| 2004                   | Delhi Golf Club              | Mardan Mamat                                 | 270     | -18   | US$ 50.000    |
| Hero Honda Indian Open |                              |                                              |         |       |               |
| 2005                   | Delhi Golf Club              | Thaworn Wiratchant                           | 272     | -16   | US$ 47.250    |
| 2006                   | Delhi Golf Club              | Jyoti Randhawa                               | 270     | -18   | US$ 63.400    |
| 2007                   | Delhi Golf Club              | Jyoti Randhawa                               | 275     | -13   | US$ 79.250    |
| 2008                   | Delhi Golf Club              | Liang Wen-Chong                              | 272     | -16   | US$ 158.500   |
| 2009                   | DLF Golf and Country Club    | Chinnaswamy Muniyappa po                     | 276     | -12   | US$ 198.125   |
| 2010                   | Bangalore                    | Rikard Karlberg                              | 277     | -11   | US$ 198.125   |
| 2011                   | Delhi Golf Club              | David Gleeson                                | 268     | -20   | US$ 198.125   |
| 2012                   | Karnataka Golf Association   | Thaworn Wiratchant                           | 270     | -14   | US$ 198.125   |
| Panasonic Open India   |                              |                                              |         |       |               |
| 2014                   | Delhi Golf Club              | SSP Chowrasia                                | 276     | -12   | US$ 50.000    |
| Hero Indian Open       |                              |                                              |         |       |               |
| 2015                   | Delhi Golf Club              | Anirban Lahiri                               | 281     | -7    | US$ 1.500.000 |
| 2016                   | Delhi Golf Club              | SSP Chowrasia                                | 273     | -15   | US$ 1.660.000 |

2010 ·
2011 ·
2012 ·
2013 ·
2014 ·
2015